# Villa Hügel

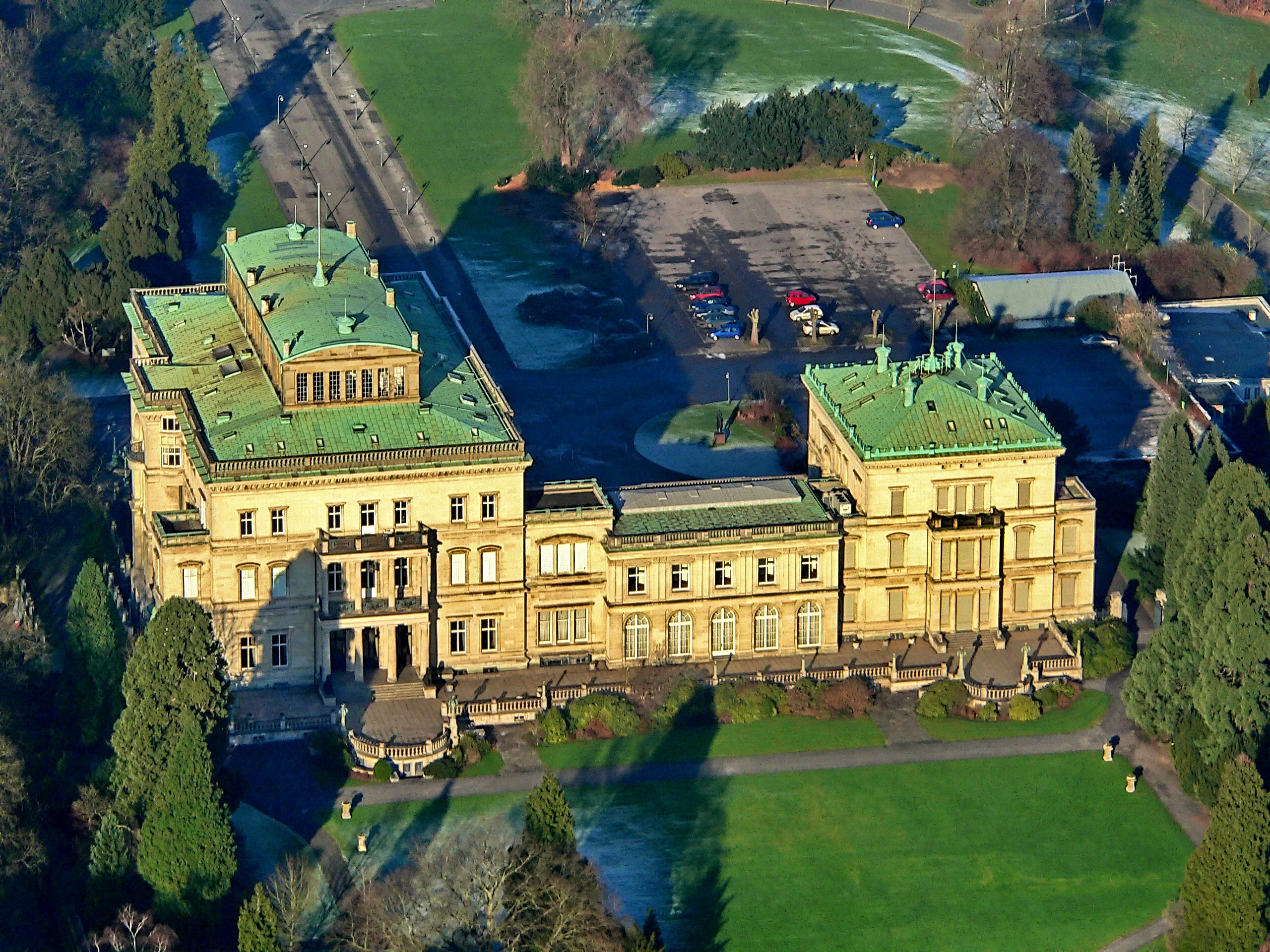
Luchtfoto van Villa Hügel.

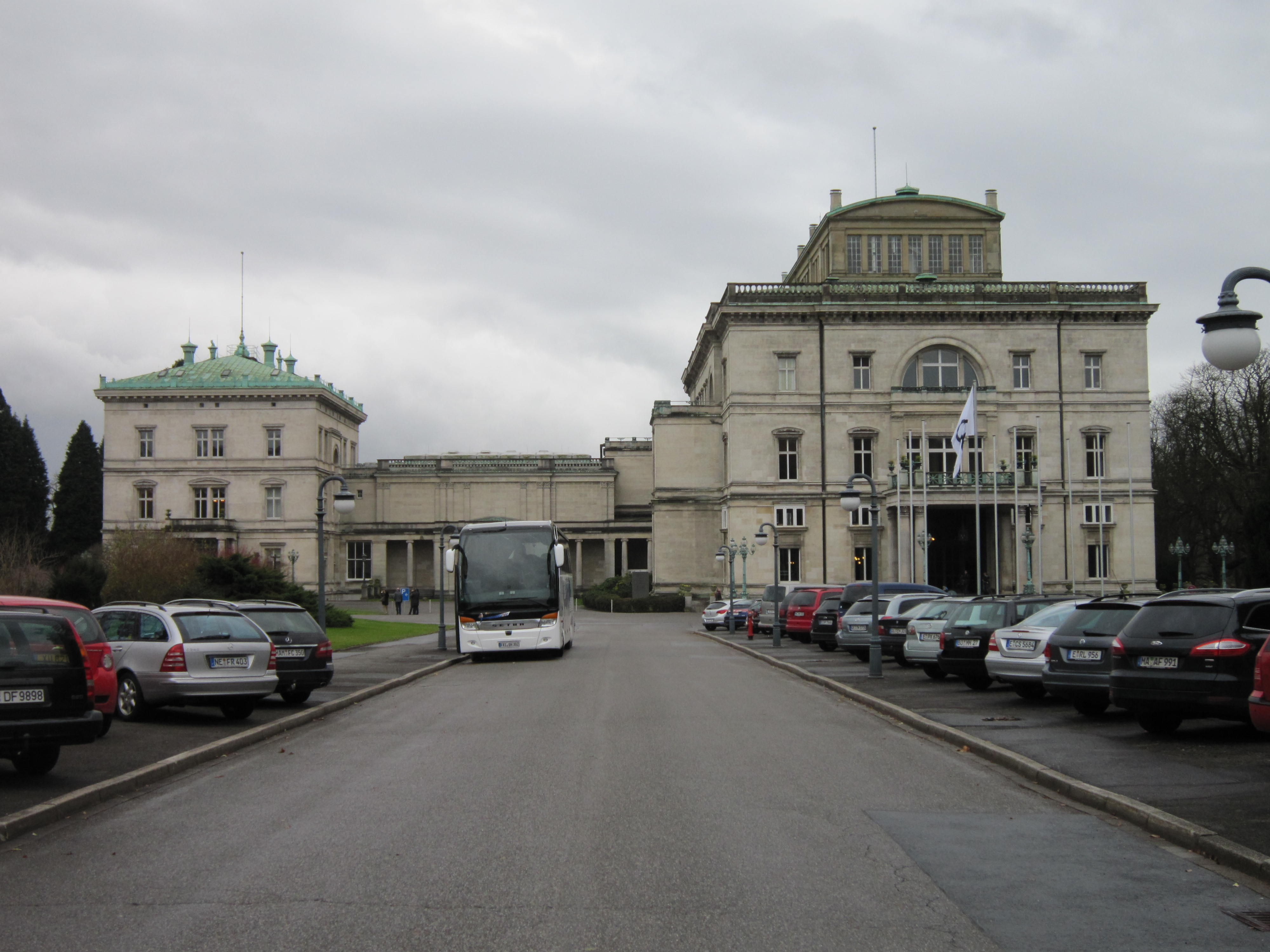
Villa Hügel in Essen, het oorspronkelijke woonhuis van de familie Krupp. Links staat het Kleine Haus.

Villa Hügel is een classicistisch landhuis dat in de jaren 1870-1873 is gebouwd in het stadsdeel Bredeney van de Duitse stad Essen. De enorme villa werd gebouwd in opdracht van de fabrikantenfamilie Krupp en werd door drie generaties Krupp bewoond. De villa heeft 269 ruimtes, 8100 m² woon- en gebruiksoppervlakte en ligt in een 28 hectare groot park op een prominente plek in het Ruhr dal en aan de Baldeneysee. Sinds 1955 is het geopend voor bezoekers. Er worden regelmatig tentoonstellingen gehouden. Villa Hügel maakt deel uit van de Route der Industriekultur.
Villa Hügel werd tussen 1870 en 1873 gebouwd in opdracht van Alfred Krupp (1812-1887). Onder zijn leiding was het bedrijf uitgegroeid tot een belangrijke industriële onderneming en de villa moest geschikt zijn voor representatieve doeleinden. Hij ontving hier belangrijke politici, maar ook koningen en keizers. De bouwkosten bedroegen zo'n 5,7 miljoen Duitse mark. In 1873 trok hij met zijn vrouw Berta en hun zoon en erfgenaam Friedrich Albert in het huis. Krupp wilde een functioneel huis en hield zich intensief bezig met de technische voorzieningen zoals de verwarming, luchtverversing en watervoorziening. Friedrich Albert (1854-1902) en zijn vrouw Margarethe begonnen met een kunstcollectie waaronder Vlaamse gobelins uit de 16e, 17e en 18e eeuw. Voor de familie en gasten kwamen er tennisbanen, stallen, een ontvangstgebouw met kegelbaan en een bibliotheek. Er werkten in 1902 zo'n 570 mensen om het huis en tuin te onderhouden, zijn vader had in 1876 nog voldoende aan 66 medewerkers.
In 1902 overleed Friedrich Albert en dochter Bertha werd op 16-jarige leeftijd erfgename van het bedrijf en huis. In 1906 huwde zij met Gustav von Bohlen und Halbach. Zij kregen samen zeven kinderen die in de villa opgroeiden. Keizer Wilhelm II van Duitsland heeft de villa 11 keer bezocht, de eerste keer in 1890 en hij was ook gast op de bruiloft van Bertha en Gustav en bij het 100-jarig bestaan van het bedrijf in 1912. De bedrijfswinsten maakten ingrijpende aanpassingen financieel mogelijk. Het Kleine Haus werd aangebouwd, er kwamen overdekte opritten voor de villa en het interieur verfraaid. Na de Eerste Wereldoorlog en ruim 10 jaar later de economische crisis waren de kosten voor het grote gebouw niet meer op te brengen door de familie. Na de dood van Margarethe in 1931 verhuisde de familie naar het Kleine Haus. In 1943 erfde Alfried Krupp von Bohlen und Halbach het bedrijf en de villa en hij was de laatste van de familie die er woonde.
Aan het einde van de Tweede Wereldoorlog namen de Amerikanen de villa over, de Geallieerde Controlecommissie voor de Steenkolen nam er zijn intrek. In juli 1952 vertrokken zij weer en het huis kwam weer in handen van de familie. Zij wilden er niet meer wonen en stelden de villa ter beschikking voor kunst, wetenschap en cultuur. Tot in de jaren negentig van de 20e eeuw werd de villa nog incidenteel gebruikt door het Krupp concern voor representatieve doeleinden. In het Kleine Haus is sinds 1955 het Krupp archief ondergebracht met veel documenten, foto's en films van het bedrijf. Tegenwoordig is de Stichting Alfried Krupp von Bohlen und Halbach eigenaar van de gebouwen en het park.

## Fotogalerij

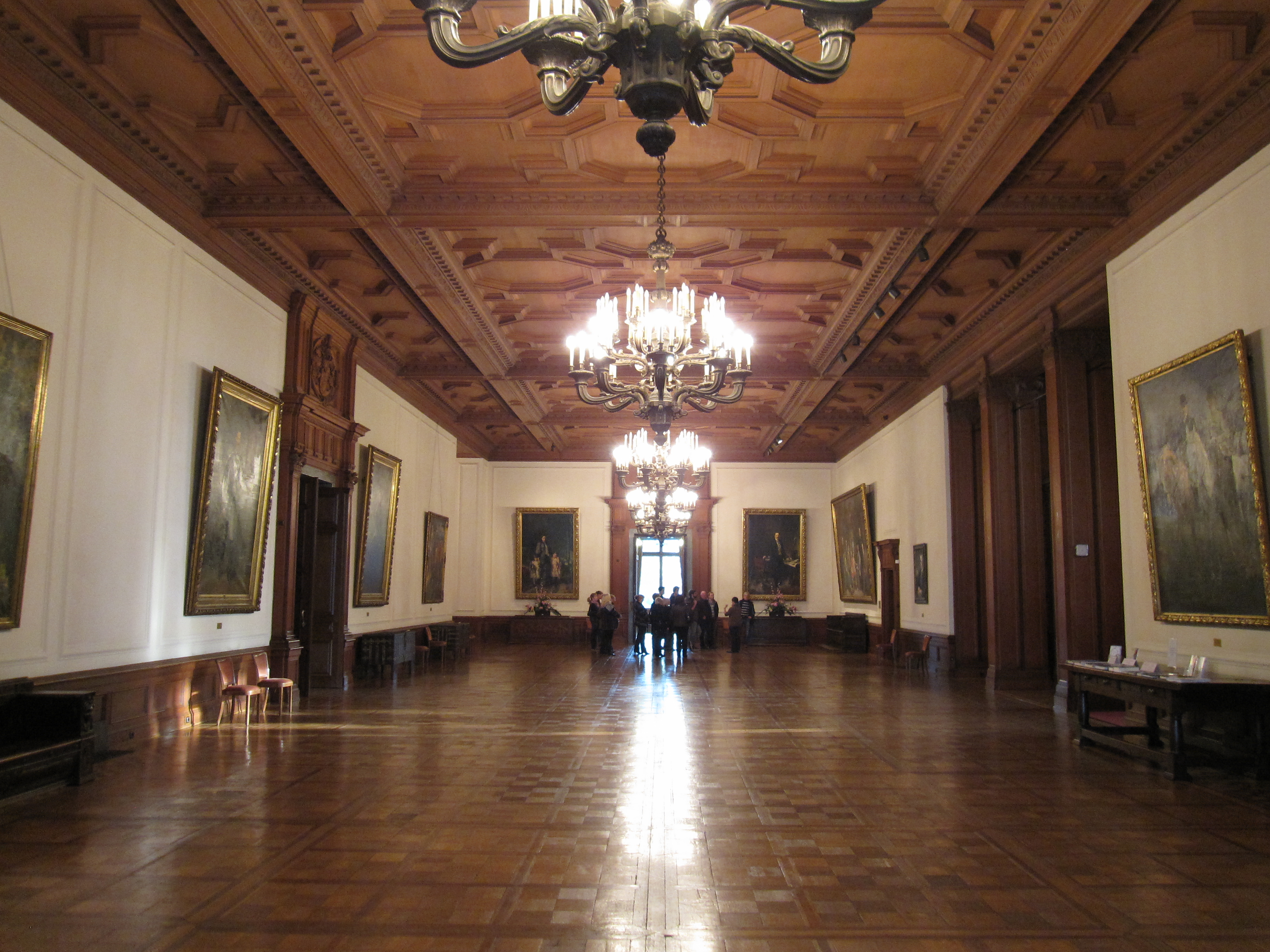
Grote kamer achter de entree op de begane grond
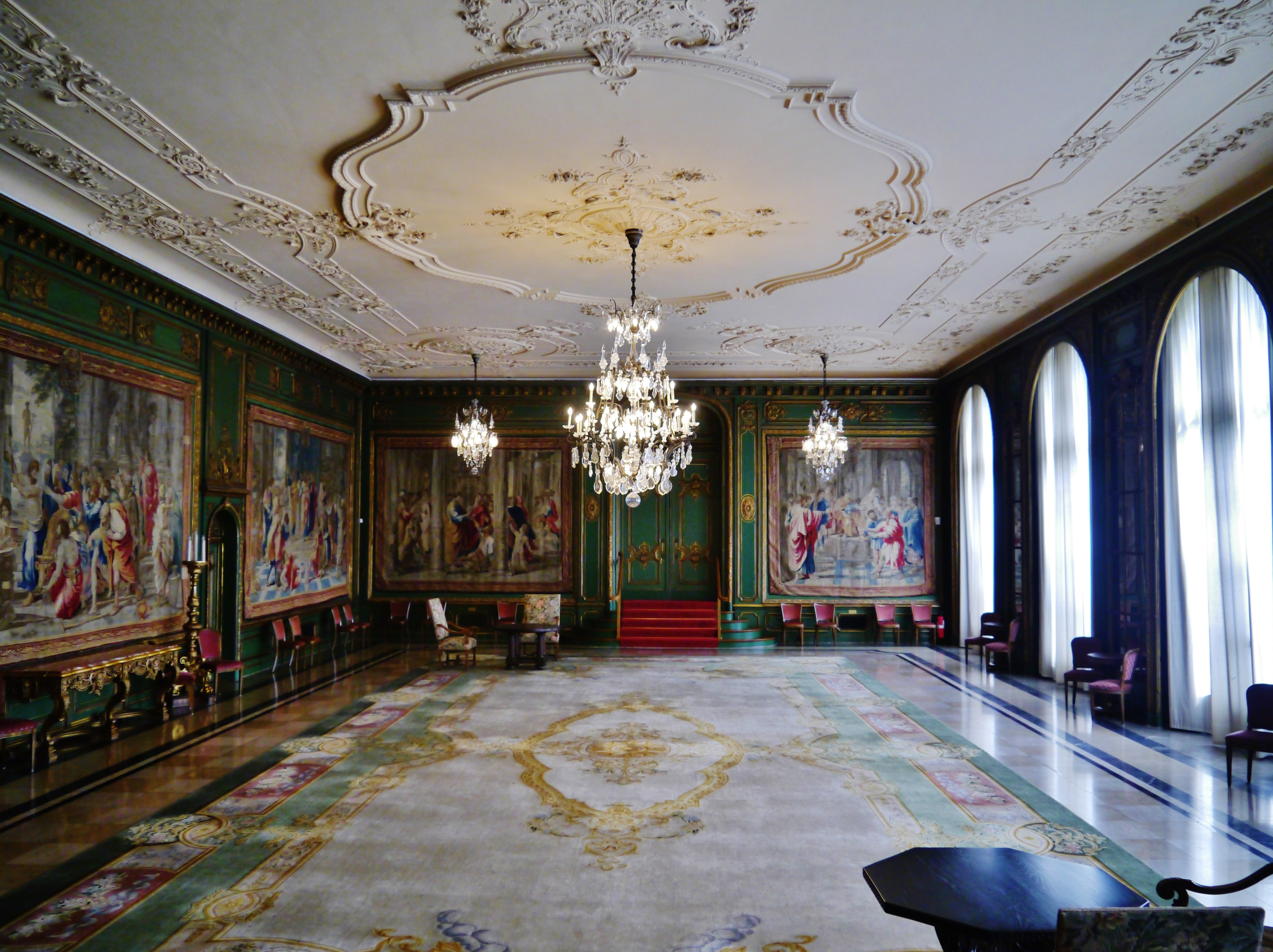
De tuinkamer met gobelins
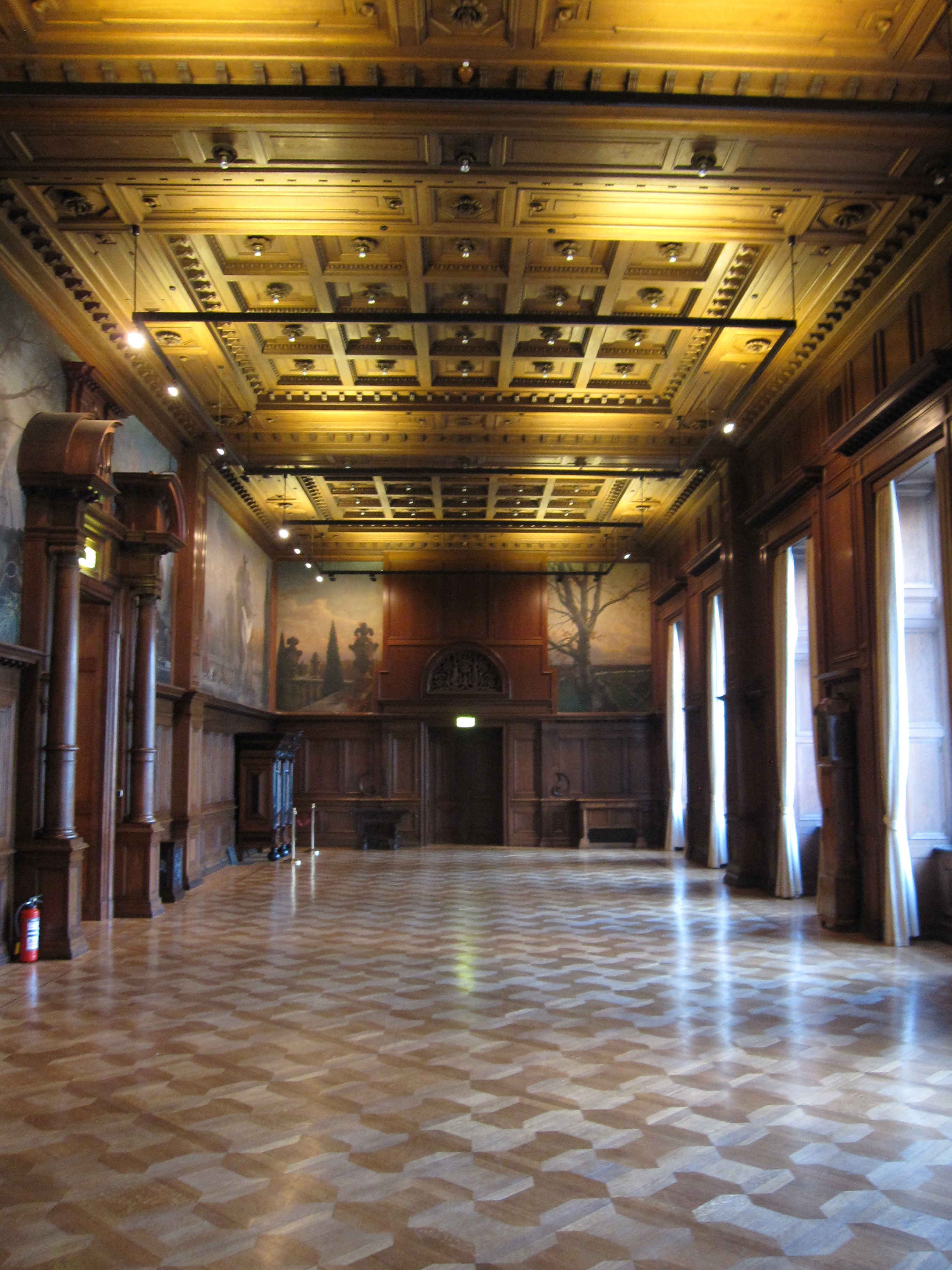
Een zijkamer
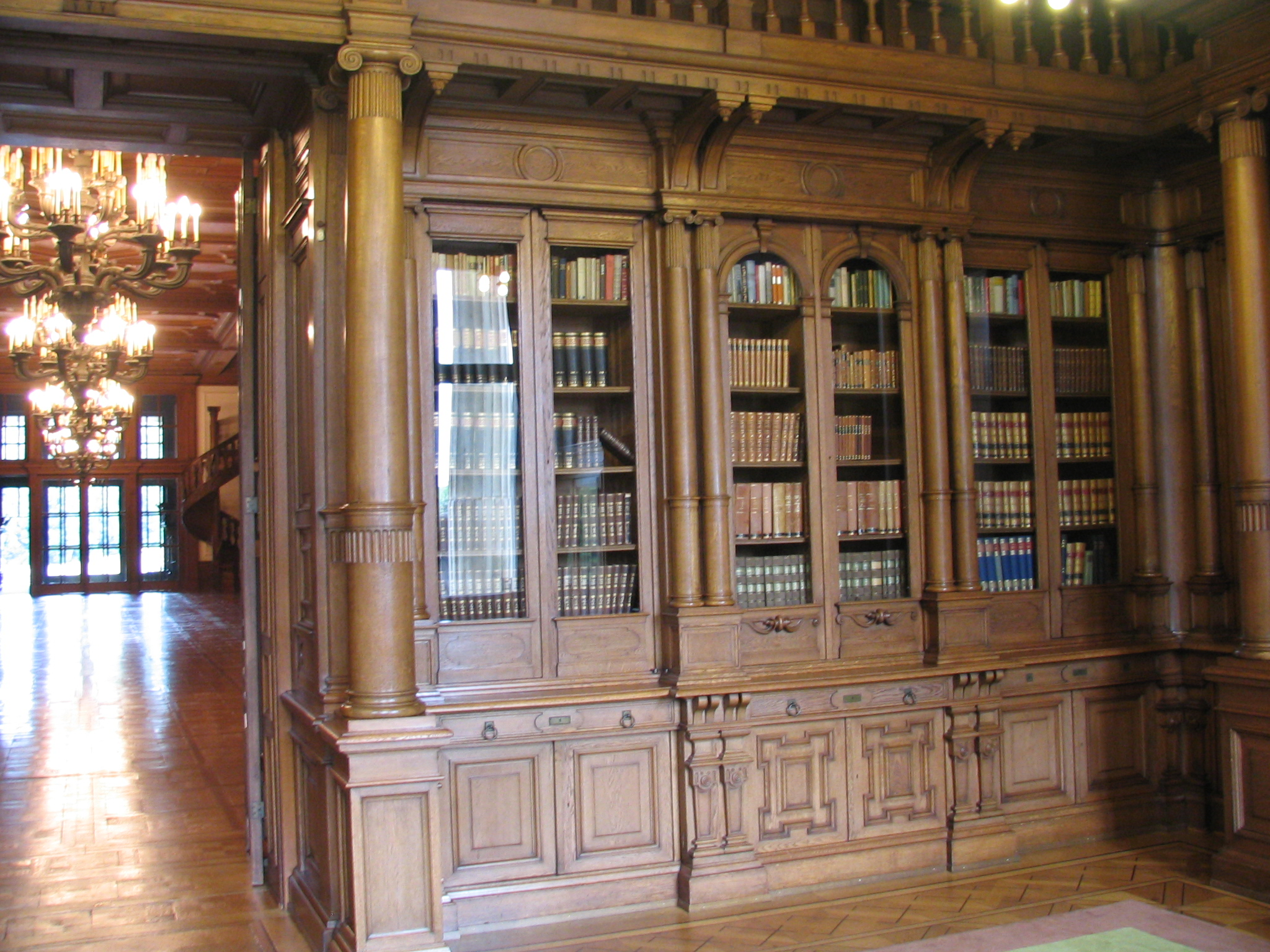
Een deel van de bibliotheek
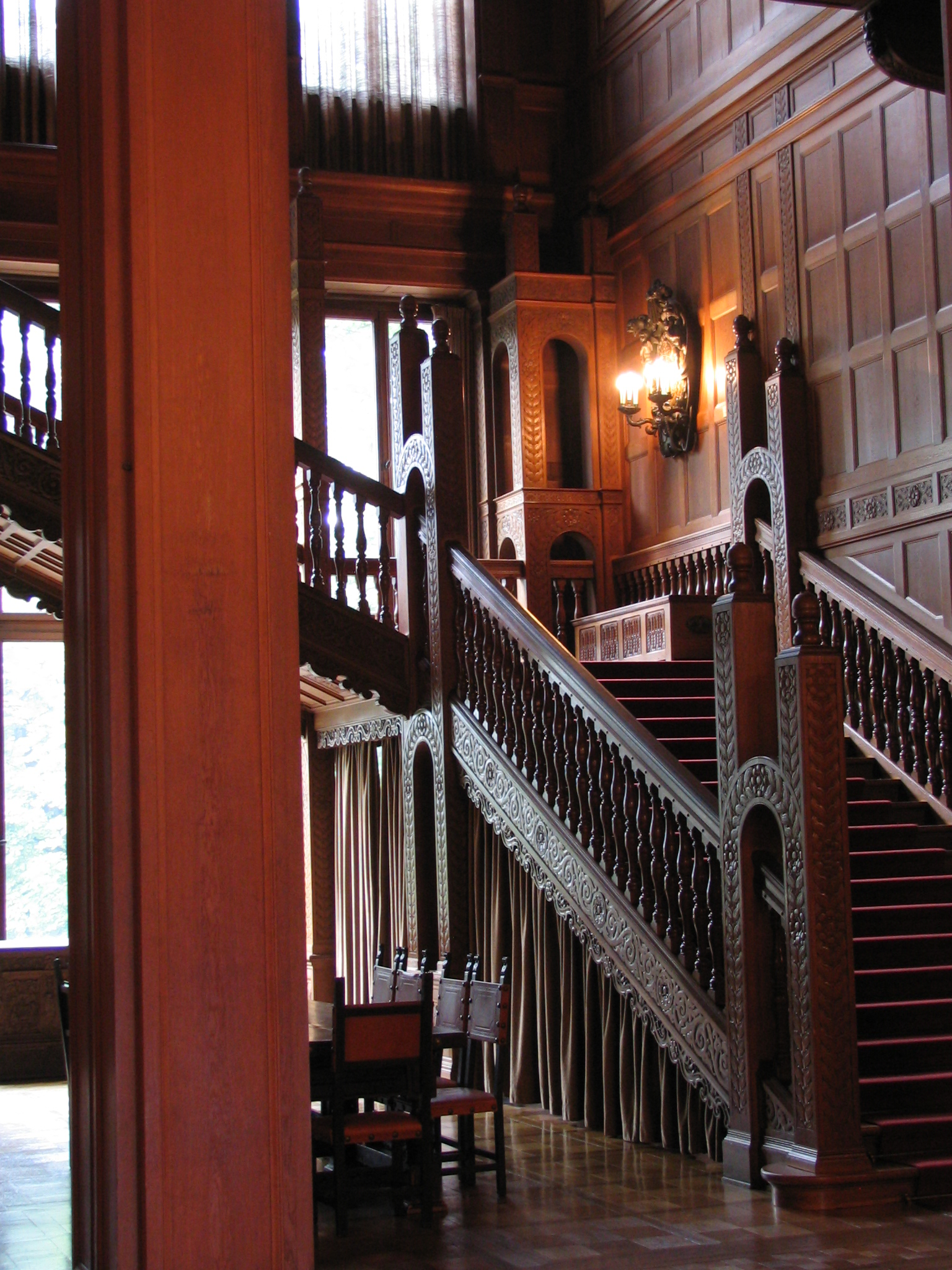
Het trappenhuis
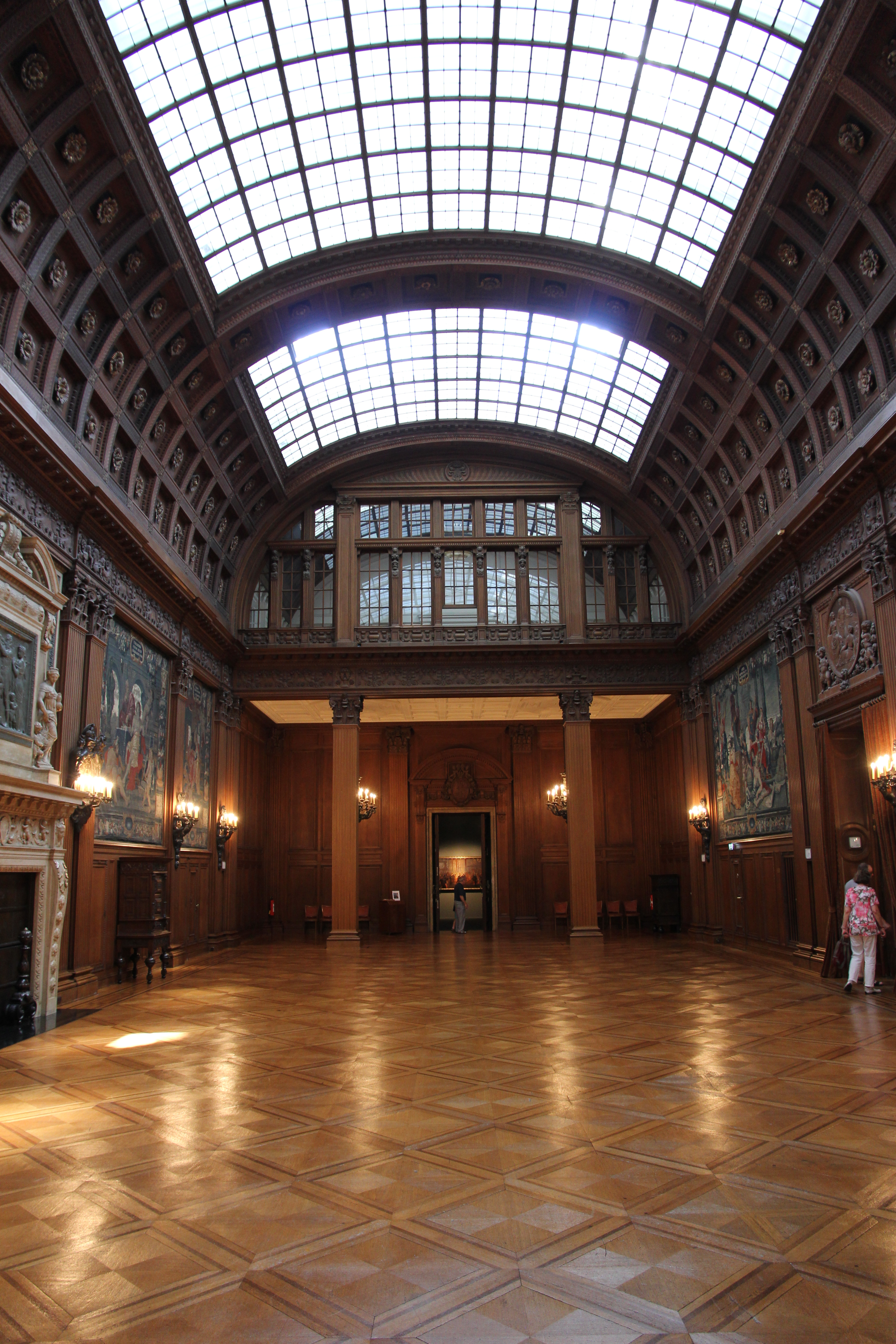
De grote zaal boven